# Viognier
Viognier är en grön vindruva av arten Vitis Vinifera som ger torra, lätta och kryddiga viner. Druvan kan också ge viner med en aromatiskt, blommig karaktär som påminner om vingummi, då i något mer alkoholstarka viner. Viognier är en druvsort med låg syra.

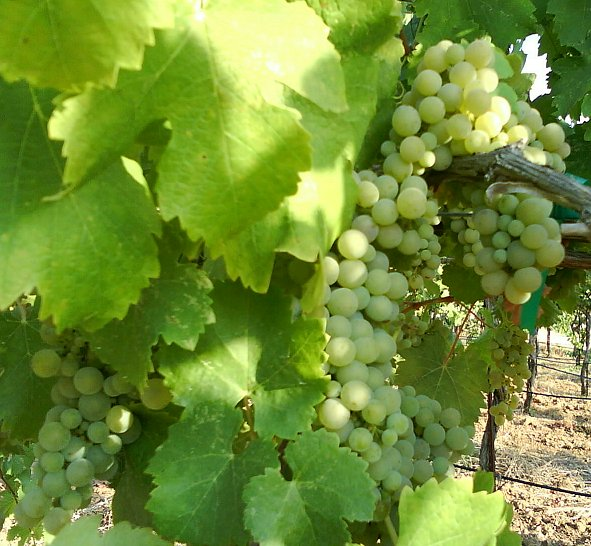

Viognier var för inte så länge sedan en druvsort på väg att försvinna, och fanns enbart odlad på en mycket begränsad areal i Rhône men har blivit mer populär under senare år. Den är framförallt vanlig i Rhôneviner, inte minst i vinerna från appellationerna Condrieu och Château Grillet i Norra Rhône, som är gjorda på 100 procent Viognier. Andra odlingsområden är Languedoc och Provence i Frankrike, Piemonte i Italien samt Kalifornien och Australien. På många ställen blandas Viognier med exempelvis Chardonnay. Den används även som inblandningsdruva i röda viner. Den utgör till exempel en liten men viktig del i vinerna från Côte-Rôtie i Norra Rhônedalen (Frankrike).
Viner på Viognier bör drickas inom några år. Ett fåtal tål lagring upp till tio år, framför allt de med restsötma.